# Rosa Brett
Rosa Brett, född 1829, död 1882, var en brittisk konstnär (målare). Hennes konstnärskap associeras med prerafaeliternas stilart.

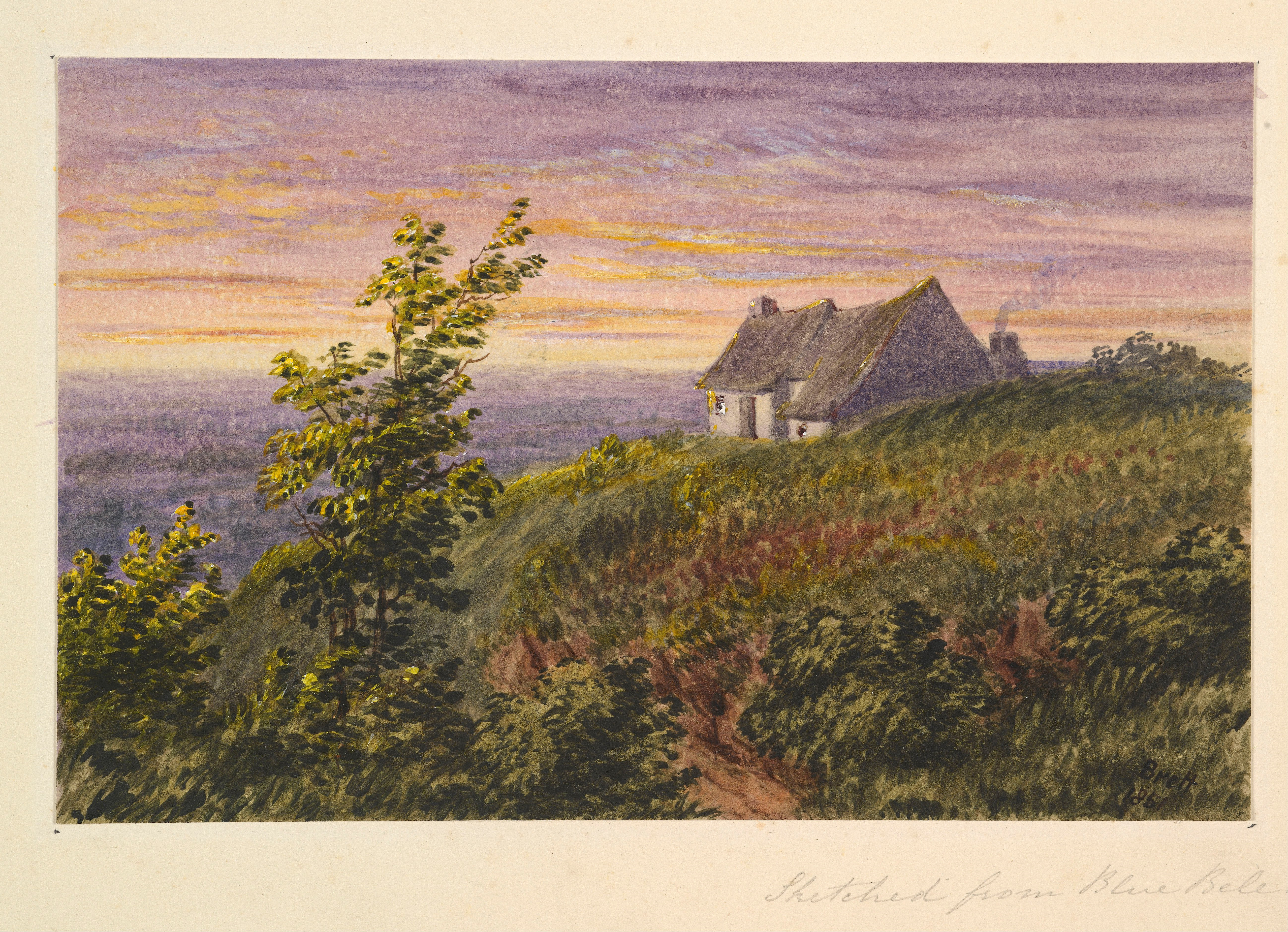
From Bluebell Hill (1851)